# Río Gran Zab
El río Gran Zab, a veces escrito Zap (en árabe: الزاب الكبير‎; en kurdo: زێ گه‌وره‌ , Zê Gewre; en persa, زاب بزرگ; Zâb-e Bozorg; en sirio, ܙܒܐ ܥܠܝܐ; Zava `elaya; en turco: Büyükzap Suyu) (y en griego antiguo, Λύκος, Lykos y en latín: Lycus) es un río de Asia occidental, un afluente del río Tigris que discurre por Turquía e Irak.

## Geografía
El río Gran Zab nace en las montañas del sudeste de Turquía y discurre a lo largo de 426 km adentrándose en Irak antes de desembocar en el río Tigris a la altura de la ciudad de Mosul. Este río junto con el Pequeño Zab, son sus mayores afluentes. Es el límite aproximado de la zona habitada por los kurdos y forma parte de la frontera política de la Región Autónoma Kurda. 
A orillas de este río tuvo lugar el 25 de enero de 750 la batalla del Gran Zab que supuso la derrota de los Omeyas y el fin del califato de Damasco, en favor de los Abasíes y su califato de Bagdad.
La inacabada presa de Shaqlawa, en la provincia de Erbil, podría abarcar una superficie de 14,4 km³ de agua utilizados para la generación de electricidad y regadío. Las obras se iniciaron a finales de los 1980 pero fueron suspendidas debido a la guerra del Golfo y las dificultades económicas derivadas de las sanciones impuestas por la ONU tras la guerra.
El territorio situado entre ambos ríos fue la cuna de la civilización Asiria, y aún mantiene poblaciones de Suryoyo adscriptas a la Iglesia asiria de Oriente.